# Nétus
A Nétus a latin Neitus férfinévből ered. Valószínűleg Neith (Nit) egyiptomi istennő nevéből származik, a jelentése szövő-fonó vagy lövő vagy létező.

## Rokon nevek
- Nétusz:[1] a Nétus alakváltozata.[2]

## Gyakorisága
Az 1990-es években a Nétus és a Nétusz szórványos név, a 2000-es években nem szerepelnek a 100 leggyakoribb férfinév között.

## Névnapok
Nétus, Nétusz
- május 2.[2]